# Train d'enfer (film, 1965)
Pour les articles homonymes, voir Train d'enfer.
Pour plus de détails, voir Fiche technique et Distribution.
Train d'enfer est un film franco-italo-espagnol réalisé par Gilles Grangier, sorti en 1965.
Le film met en scène Antoine Donadieu, agent des services secrets français, qui infiltre un groupe terroriste, dirigé par Matras, qui prépare un attentat contre un émir arabe. En compagnie de la mystérieuse Frieda, il se rend à Barcelone où il doit aller chercher « le Professeur », l'homme chargé de la mise au point technique de l'attentat.

## Synopsis
À la suite de la découverte d'un noyé suspect retrouvé dans un port méditerranéen, Antoine Donadieu, agent du service secret français, mène une enquête qui l'entraîne jusqu'à la villa « Hollywood », abri d'un groupe de terroristes. Ceux-ci fomentent un attentat contre l’Émir Ali Salim, chef d’état arabe, qui doit dans trois jours arriver en train pour séjourner en Andorre.
En se faisant passer pour un agent double, Antoine réussit à s'infiltrer dans la bande pour déjouer leurs plans complotistes. Le chef de l’organisation, Matras, charge Antoine d’aller chercher à Barcelone « le Professeur », un authentique savant dont le concours est indispensable à l’exécution de l’attentat.
Antoine doit partir pour Barcelone en compagnie de la troublante Frieda, ex-maîtresse de Matras, laquelle est chargée de le surveiller discrètement. Bien qu'il soit méfiant, Antoine séduit néanmoins Frieda, tout en restant sur ses gardes. À Barcelone, le couple est assailli par un groupe de tueurs. Après un combat homérique, Antoine se débarrasse de ses agresseurs, et réussit sa mission de ramener « le Professeur ».
De retour dans la villa « Hollywood », siège du complot, Antoine somme Matras de s’expliquer sur « le piège » de Barcelone. Matras, complètement étranger à ce guet-apens, prétextant l’insécurité dans laquelle se trouve à présent l’organisation, déclare à Antoine ne plus avoir besoin de ses services. « Le Professeur », furieux de ce dérapage au sein du groupe, oblige Matras à accuser son acolyte Barowsky d’en être l’auteur. Soupçonné de trahison, ce dernier est abattu sur le champ.
Avant de se retirer, Antoine confie une adresse secrète à Frieda, en cas de difficulté. Puis il quitte la villa au volant de son véhicule, mais à peine est-il sorti de la propriété que celui-ci, piégé, explose.
Désespérée, Frieda est convaincue, comme Matras, qu’Antoine a trouvé la mort. En réalité, c’était un coup bien préparé par le service secret d’Antoine qui, ayant sauté à temps hors de son véhicule, se retrouve maintenant dans le bureau de son chef où il apprend que « le piège » de Barcelone avait été simulée par les Services Secrets franco-espagnols pour déstabiliser l’organisation internationale de Matras.
Dans la plus grande discrétion, Antoine surveille la bande d'« Hollywood ». La voyant partir à bord d'une petite camionnette conduite par Frieda, il les prend alors en filature. La camionnette s’arrête à proximité d’un tunnel. Là, Matras et ses hommes, tous munis de masque à gaz, descendent une lourde caisse dans le tunnel. Alors que Frieda rebrousse chemin avec la camionnette, elle découvre un indice l'assurant qu'Antoine est bien vivant. Aussitôt, elle va droit à l’adresse du renseignement français et livre au colonel tous les détails de l’attentat prévu contre le train de l'Émir et déclare que le vrai patron de l’organisation est « le Professeur », en fait un ancien nazi recherché depuis 20 ans. Inventeur d'un rayon atomique capable de provoquer la destruction d'une cible, il est au service du frère de l’Émir qui, à la tête de l’opposition, veut prendre le pouvoir afin de mettre la main sur une grande partie de l’Afrique.
Antoine ne fait toujours pas confiance à Maria mais à peur pour elle. Pour preuve d’amour, elle lui demande de ne pas tuer Matras.
Pour mettre la main sur le canon, Antoine retourne avec Frieda au tunnel et lui fait appeler Matras. Celui-ci sort de son trou. Antoine l’assomme, et le confie à la garde de Frieda après avoir pris soin de l’armer d’un revolver. Puis, munis d’un masque à gaz, il s’engage dans le tunnel, tandis que le colonel et ses hommes se tiennent en renfort à distance respectable.
À l’intérieur, parvenant jusqu'à la grotte où « le Professeur » prépare son arme diabolique, Antoine le maîtrise, puis après de terribles corps à corps, met hors de combat tous les conjurés lorsque soudain surgit Matras. Antoine tire le premier et le tue. Tandis que Matras s’écroule sur les rails, Antoine se rue hors du tunnel. À l’extérieur, il trouve Frieda grièvement blessée. Le colonel lui explique le drame : Frieda, voyant Matras s’avançait vers elle pour la désarmer, n’eut pas eu le courage de tirer sur son ancien amant. Matras, lui arrachant le révolver, n’hésita pas à tirer.
Allongée sur la civière, Frieda rêve d’un bonheur à venir en Andalousie, ce que lui promet Antoine la regardant, mélancolique, s’éloigner sans savoir si c’est lui ou Matras qu’aimait Frieda. Le colonel a bon espoir que dans cinq ans, lorsqu'elle sera libérée de prison, peut-être se retrouveront-ils ?

## Fiche technique
- Titre original : Train d'enfer
- Titre espagnol : Trampa bajo el Sol
- Titre italien : Danger dimensione morte
- Titre allemand : Der Zug zur Hölle
- Titre USA : Operation     Double Cross
- Réalisation : Gilles Grangier, assisté de Serge Piollet et Enrique Berger
- Scénario : Gilles Grangier et Jacques Robert, d'après le roman de René Cambon : Combat de nègres - Éditions Denoël
- Dialogues : Jacques Robert
- Décors : Jacques Colombier, Maurice Colasson
- Photographie : Antonio Maccasoli
- Opérateur caméra : Miguel Barquero
- Montage : Jacqueline Douarinou assistée de Françoise Garnault
- Musique : André Hossein
- Script-girl : Martine Guillou
- Coordinateur de cascade : Claude Carliez
- Maquilleur : Rodrigo Gurrucharri, assisté de Teresa Plumet
- Costumes : Raphaël Borqué
- Coiffeur : Esther Vicen
- Couturière : Santa Alonso
- Directeur général de la production : Francisco Balcázar
- Directeurs de production : Jean Lara et Valentín Sallent
- Producteur délégué : Hélène Dassonville
- Sociétés de production : Balcázar Producciones Cinematográficas (Barcelone) - Cocinor - Les Films Marceau - Cérès film (Paris)
- Pays d'origine :  France,  Espagne, Italie
- Genre : espionnage
- Durée : 92 minutes
- Format : 35mm - Couleur
- Date de sortie : 
  - France : 10 novembre 1965
  - Espagne : 24 juin 1965
- Affiche : Gilbert Allard (France)

## Distribution
- Jean Marais : Antoine Donadieu
- Marisa Mell : Frieda
- Gérard Tichy : Matras
- Howard Vernon : le professeur
- Carlos Casaravilla : Barowsky
- Jean Lara : Berthier, le commissaire
- Antonio Casas : le colonel
- Fernando Guillén : Fayol, assistant du colonel
- Alvaro de Luna : Hamlet
- José Manuel Martin : Jaime, assistant de Matras
- Rico Lopez : Chico, assistant de Matras
- José Maraia Caffarel : l'expert technicien de la police
- Victor Israël : l'armurier
- Léon Zitrone : lui-même, journaliste à la télévision
- Gamil Ratib : l’Émir Ali Salim
- André Cagnard : le pompiste
- Oscar Pellicer : Georges, le vendeur à la sauvette
- Carlos Otero : un gendarme
- Carlos Hurtado : un guetteur
- Mario Via

## Autour du film
- Le tournage a eu lieu à Barcelone et aux Baléares. Dans son interview[1], Grangier raconte que c’était la première fois qu’il faisait un film avec autant de cascades, ce qu’il l’amusait beaucoup, parce qu’il n’avait jamais eu l’occasion de faire ce genre de fantaisie débridée avec Gabin. Mais, malgré des difficultés techniques et le fait que Marais n’a jamais voulu se faire doubler pour les scènes d’action, estimant que ce serait voler le spectateur, il avait fait appel à la « bande de Carliez » car c’était sa seule chance de s’en sortir. Dans les petits rôles, les cascadeurs avaient plus de mal à dire leur dialogue qu’à faire des pirouettes, mais ils mettaient Marais en confiance.
- Dans sa biographie sur l’acteur Marais, Gilles Durieux écrit[2], que le tournage de Train d’enfer, énième film d’aventures à rebondissements où Jean Marais, clone de James Bond, incarnait un agent des Services Secrets, s’avéra éprouvant pour lui. Ce fut un véritable « enfer » et Marais faillit, cette fois, y laisser la vie. Allongé sur une voie ferrée en principe peu utilisée où, selon le scénario prévu, un train devait lui passer par-dessus, il échappa de justesse à un autre train imprévu qui, par surprise, fonça sur lui, écrabouillant au passage la caméra[3].
- Dans ce thriller d’espionnage à petit budget (un pistolet laser, une Alfa Romeo 2000 Touring Spider décapotable couleur argent, et un train infernal), l'action, le rythme et la tension ne pouvaient en rien rivaliser avec les aventures de James Bond, ni en être une parodie mais plus une imitation moindre que d’autres bien meilleurs films dans ce genre. Globalement, la première moitié du film est trop bavarde, au détriment du revirement attendu qui n’intervient que dans le dernier quart d’heure, avec une très bonne scène finale dans le tunnel.
- Pour des raisons purement économiques, la scène de la chute d’un véhicule du haut d’une falaise comporte un faux raccord au montage entre deux véhicules trop différents pour passer inaperçu.
- Dans un tragique accident de voiture, survenu seulement deux ans avant ce tournage, en 1963, la séduisante Marisa Mell avait dû subir une grave opération du visage. Elle avait été gravement blessée à la lèvre et avait également presque failli perdre son œil droit. Grâce à un  miracle de la chirurgie esthétique, il ne lui était restée aucune séquelle sur son visage, hormis une lèvre ourlée de façon caractéristique.

- Au Box-office France 1965 le film se classa au 26e rang avec 1 346 179 entrées.  Modeste résultat par rapport au film Fantômas se déchaîne, avec le couple de Funès-Marais, classé au 6e rang avec plus de 4 millions d’entrées et à Goldfinger 2e avec plus de 6,5 millions d’entrées.

- En 2021, le film restauré est sorti en DVD par Coin de Mire Cinéma, éditeur vidéo de films du patrimoine français.